# Calendario nazionale indiano
Il calendario nazionale indiano (talvolta chiamato calendario Saka) è il calendario civile ufficiale in uso in India. Viene usato, assieme al calendario gregoriano, dalla Gazette of India, dai notiziari trasmessi da All India Radio, e da calendari e comunicazioni emanate dal governo indiano. A parte questi usi formali, il calendario non è molto usato.
L'anno indiano corrisponde a Calendario Gregoriano - 78.
Quindi: 2025 - 78 = 1947.
Il termine può anche riferirsi ambiguamente al calendario indù, e l'era Saka viene usata comunemente anche da altri calendari.

## Struttura del calendario
|    | Mese       | Durata | Data d'inizio (gregoriana) |
| -- | ---------- | ------ | -------------------------- |
| 1  | Chaitra    | 30/31  | 22 marzo*                  |
| 2  | Vaisakha   | 31     | 21 aprile                  |
| 3  | Jyaistha   | 31     | 22 maggio                  |
| 4  | Asadha     | 31     | 22 giugno                  |
| 5  | Sravana    | 31     | 23 luglio                  |
| 6  | Bhadra     | 31     | 23 agosto                  |
| 7  | Asvina     | 30     | 23 settembre               |
| 8  | Kartika    | 30     | 23 ottobre                 |
| 9  | Agrahayana | 30     | 22 novembre                |
| 10 | Pausa      | 30     | 22 dicembre                |
| 11 | Magha      | 30     | 21 gennaio                 |
| 12 | Phalguna   | 30     | 20 febbraio                |

*Negli anni bisestili, Chaitra ha 31 giorni e inizia il 21 marzo.
I mesi della prima metà dell'anno hanno tutti 31 giorni, per tenere in considerazione i movimenti più lenti del Sole attraverso l'eclittica in questo periodo.
I nomi dei mesi derivano da vecchi calendari lunisolari indù, esistono quindi variazioni nella loro scrittura che creano una possibile fonte di confusione riguardo a quale calendario una data appartenga.
Gli anni sono contati basandosi sull'Era Saka, che ha il suo anno 0 nell'anno 78 gregoriano. Per determinare gli anni bisestili si deve aggiungere 78 all'anno Saka. Se il risultato è un anno bisestile del calendario gregoriano, allora lo è anche l'anno Saka.

## Adozione
Il calendario venne introdotto dal Comitato di Riforma del Calendario nel 1957, come parte dell'Annuario Indiano e Almanacco Nautico, che conteneva anche altri dati astronomici, oltre a tempistiche e formule per la preparazione dei calendari religiosi indù, nel tentativo di armonizzare tale pratica. Nonostante questo tentativo, varianti locali basate su fonti più vecchie come il Surya Siddhanta possono ancora esistere.
L'uso ufficiale iniziò il 1 Chaitra 1879 dell'Era Saka, ovvero il 22 marzo 1957. Comunque, i funzionari governativi sembrano ignorare ampiamente il capodanno di questo calendario in favore di quello del calendario religioso.

## Rashtriya Panchang
Il Comitato di Riforma del Calendario formalizzò anche un calendario religioso, indicato come Rashtriya Panchang. Questo, come molti calendari regionali, definisce un calendario lunisolare basato su una versione autorevole del Surya Siddhanta risalente al X secolo.
La parola panchang deriva dal sanscrito panchangam (pancha, cinque; anga, arti), che si riferisce alle cinque braccia del calendario: il giorno lunare, il mese lunare, il mezzo giorno, l'angolo di Sole e Luna e il giorno solare.
Nel Rashtriya Panchang, i mesi sono determinati in base alla posizione del Sole rispetto alle stelle fisse all'alba, elaborata da osservazioni antipodali della Luna piena. Questa computazione siderale evita le regole fisse per l'anno bisestile, ma il numero di giorni in un qualsiasi mese può variare di uno o due. La conversione delle date con il calendario gregoriano, o il calcolo del giorno della settimana, richiede la consultazione di un annuario. I laici si affidano quindi ai panchangs o agli almanacchi prodotti da autorevoli scuole astronomiche.
Nel corso del tempo, diversi organismi braminici che producono i panchang hanno variato nel loro centro geografico e in altri aspetti della computazione, producendo una divergenza di pochi giorni in diversi calendari regionali. Anche all'interno della stessa regione possono essercì più di una autorità in competizione, con risultanti disaccordi sulle date delle festività che arrivano fino ad un mese. Il Rashtriya Panchang cerca di comporre tali differenze.